# Hotell Kantarell
Hotell Kantarell är en svensk TV-serie i regi av Mikael Hellström. Serien började sändas på SVT den 19 oktober 2007 och riktar sig främst till barn. Serien nominerades i Kristallen  för "Bästa barnprogram" 2008. Idag är serien nedlagd.

## Handling
Marimba är en glad men lite vimsig Humla som driver Hotell Kantarell. Det ligger mitt ute i skogen och där jobbar lysmasken Lucia i receptionen. Det är nog egentligen Lucia som sköter det mesta på hotellet. Gräshoppan Åke T. Grönqvist är gäst, men han har bott där så länge någon kan minnas så han kan nog räknas som en av inventarierna. Han har sin egen plats i receptionen där han läser sin Skogsnytt och håller koll på vad som händer. Man vet aldrig vilken gäst som dyker upp på Hotell Kantarell och vad som helst kan hända!

## Medverkande
- Cecilia Olin som lysmasken Lucia
- Sara Denward som humlan Marimba
- Thomas Lundqvist som gräshoppan Åke T Grönqvist

Dockorna är tillverkade av Helena Bäckman på BLA Stockholm.

## Avsnitt

### Säsong 1 (sändes hösten2007)
1. "Gökuret" Gäst: Fransesca Quartey som Elsa Lundin, fågelskådare
2. "Åkes födelsedag" Gäst: Kajsa Reingardt som Otrevliga gästen
3. "Alla kan vissla utom Lucia" Gäst: Simon Mezher som David, författare
4. "Marimba blir sjuk" Gäst: Fransesca Quartey som läkaren. Jan Vierth som fotografen Carlos de la Mancha
5. "Den misstänkta gästen" Gäst: Rakel Wärmländer som Frida, polis. Jens Meyer Leegard som Herr Milton (eg. Bosse Ström).
6. "Papegojan" Gäst: Sten Elfström som hotellinspektören
7. "Lucias idol" Gäst: Dogge Doggelito som Dogge
8. "Lucia och lucian" Gäst: Nadine Kirschon som lucian
9. "Hotellskojarna" Gäst: Kajsa Reingardt och Christina Rothlin Löfqvist som hotellskojarna
10. "After ski" Gäst: Simon Mezher som Oskar, skidåkare
11. "Paketet" Gäst: Nadine Kirschon som Helena, snickare
12. "Osams" Gäst: Sten Elfström som taxichaufför

### Säsong 2 (sändes våren2008)
1. "Kung Åke" Gäst: Björn Gustafson som Kungen
2. "Bertil" Gäst: Annika Olsson som damen som vill sluta
3. "Marimba shoppar loss" Gäst: Philip Panov som transportkillen
4. "Hjärterum"
5. "Tjejmiddag" Gäst: Paula McManus som tjejen
6. "Kasta boll" Gäst: Claes Ljungmark som den arge mannen
7. "Vita frun"
8. "Mästerkocken" Gäst: Helge Skoog som mästerkocken
9. "Barnvakter" Gäst: Emelie Ahrle som Alba. Paula McManus som mamman
10. "Tangokungen" Gäst: Danilo Bejarano som Tangokungen
11. "Borttrollad" Gäst: Annika Olsson som Trixie
12. "Lucia ångrar sig" Gäst: Liv Mjönes som Den Nya

### Säsong 3 (sändes våren2009)
1. "Filmstjärnan" Gäst: Eva Röse som Filmstjärnan
2. "Alla hjärtans dag" Gäst: Hassan Brijany som Operasångaren
3. "Slå vad" Gäst: Claire Wikholm som Lisa
4. "Fällan" Gäst: Lotta Tejle som Sömngångargästen
5. "Gio" Gäst: Andreas Braula som Gio
6. "Dagboken" Gäst: Jan Myrbrand
7. "Backpackers" Gäst: Alexander Salzberger som Sebbe
8. "Faster Aurora" Gäst: Aminah al Fakir som Journalisten
9. "Råttor" Gäst: Ann-Charlotte Franzén
10. "Rånet" Gäst: Torkel Petersson som Violinisten
11. "Gräshoppshataren" Gäst: Dan Johansson som Gräshoppshataren
12. "Miljadären" Gäst: Douglas Johansson som Miljardären

### Säsong 4 (sändes hösten2009)
1. "Orientering" Gäst: Claes Månsson som Tage Å Skönqvist
2. "Storm" Gäst: Lennart Jähkel som Steve Kuling
3. "Lyxhotellet" Gäst: Danilo Bejarano som Frank Forsenfors. Omid Khansari som Assistenten
4. "Punka" Gäst: Omid Khansari som Hassan/Johan (inkomplett, se referenser)
5. "Svartsjuka" Gäst: Gustaf Hammarsten som Valle
6. "Radiohotellet" Gäst: Ann-Charlotte Franzén som Jaqueline
7. "Leka Fyra" Gäst: Ia Langhammer som konstnären Barbro
8. "Åkes rosa period" Gäst: Sverrir Gudnason som Spiken
9. "Skratt- och gråtloppisen" Gäst: Peter Eriksson som Jarl
10. "Uti 100 år" Gäst: Ingvar Kjellson som Gottfrid
11. "Pottlampan" Gäst: Kajsa Reingardt som Ulla
12. "Åkes resa" Gäst: Ann-Charlotte Franzén som Stella

### Säsong 5 (sändes våren2010)
1. "Gröna drömmar" Gäst: Ulla Skoog som Kerstin
2. "Rödluvan och vargen" Gäst: Jan Åström som Ulf Varg. Omid Khansari som Rödluvan
3. "Marimba II" Gäst: Anna Blomberg som Botaniken Jessica Rot
4. "Mumiens förbannelse" Gäst: Lena Carlsson som Sally Jones
5. "Vita stenen" Gäst: Anna von Rosen som Susanne
6. "Anden i flaskan" Gäst: Inga Ålenius som Anden i flaskan
7. "Boxning" Gäst: Omid Khansari som Boxaren
8. "Superhjältinnan Lucia" Gäst: Björn Gustafson som Kungen
9. "Bacillskräck" Gäst: Ulf Evrén som Bo Renman
10. "Häxkonster" Gäst: Kajsa Reingardt Häxan
11. "Mästertjuven" Gäst: Henrik Ståhl som Bengt Bunker
12. "Det brinner" Gäst: Sissela Kyle som Brandinspektören

### Säsong 6 (sändes hösten2010)
1. "Gubbar och gosedjur" Gäst: Claes Månsson som Tage Å Skönqvist
2. "Giftsvampen" Gäst: Johan Ulveson som Svampexperten
3. "Skogens guld" Gäst: Pia Johansson som Arkitekten
4. "Clownen Badde" Gäst: Ola Forssmed som Badde
5. "Mormors blomma" Gäst: Liv Mjönes som Viola Karlsson
6. "Dagens ros" Gäst: Michael Segerström som Gösta
7. "Miljöboven" Gäst: Anna Ulrika Ericsson som Miljökontrollanten
8. "Hotellspöket" Gäst: Malin Cederblad som Ann D Vesen
9. "Hypnotisören" Gäst: Andreas Nilsson som Hypnotisören Ivar Tranz
10. "Fisförnäma Coco" Gäst: Katharina Bothén som Coco
11. "Röda Lucy" Gäst: Fransesca Quartey som Lucky Suzy
12. "Åkes tvillingsjäl" Gäst: Claes Malmberg som Gunnar